# UC Browser
UC Browser (UC браузер) — мобильный браузер, разработанный китайской компанией UCWeb (ранее известной как UC Mobile). Изначально браузер был запущен в апреле 2004 для устройств на платформе Java. В 2010 году была выпущена первая версия под iOS, доступная для скачивания в App Store. В 2014 году UCWeb была приобретена Alibaba Group. В настоящее время UC browser доступен для установки на все основные мобильные платформы, включая: Android, Bada, IOS, Windows Phone, Symbian, Java, Blackberry, а также с 2015 года для десктопной версии ОС Windows. Начиная с 15 октября 2019 г. браузер доступен для ОС KaiOS.

## Возможности
Веб-браузер использует сжатие страниц с помощью прокси-серверов и специальные настройки для оптимизации скорости. UC browser способен приспосабливаться к условиям различных сетей и поддерживает мультизагрузку файлов самых различных форматов. Браузер имеет веб-приложения с поддержкой HTML5 и функцию облачной синхронизации.
UC browser доступен для всех видов смартфонов и других мобильных платформ, тем не менее пользователи Андроид-версии составляют наибольшую часть пользовательской аудитории (100 млн из 400 млн пользователей).

### UC+: HTML5, WebApp и Add-ons
В июле 2013 компания UCWeb анонсировала открытую платформу UC+, состоящую из магазина веб-приложений WebApp Store, дополнений и сервиса закладок. Запуск состоялся с выходом версии 9.2 UC Browser для Android. Имеется SDK для разработки приложений, QR-код для сайтов, позволяющий пользователям добавлять их в закладки.

### Управление загрузкой
Менеджер загрузок для всех файлов, включая страницы для оффлайн-чтения. Остановка и возобновление загрузок. Продолжение загрузки после закрытия браузера в фоновом режиме.

### Сжатие данных
С 2006 года UC Browser использует сжатие данных с помощью прокси-серверов разработчика. Данные распределяются по ближайшим серверам, поэтому процесс загрузки происходит быстрее, легче и стабильнее, оптимизируется контент для экранов мобильных устройств и кэшируются страницы с видео, изображениями и текстом для офлайн-просмотра (данный режим называется «Посмотреть позже»). Эта функция значительно ускоряет скорость загрузки сайтов, видео и т. д.

### Ad-block
UC Browser обладает встроенной функцией ad-block, которую пользователь может отключить при желании. Ad-block блокирует рекламу различных форматов (видео, баннеры и т. д.) на сайтах, а также при подключении к wi-fi в некоторых общественных местах.

### Социальные сети
С помощью UC Browser можно поделиться информацией в социальных сетях.

### Известные недостатки и ограничения
- Максимальное количество открытых вкладок — 20 (в мобильной версии).
- Несмотря на то, что браузер доступен и для пользователей iPhone, в России активно развивается и совершенствуется только версия приложения для Android.
- Некоторые группы в социальной сети ВКонтакте браузер специально блокирует и не допускает к просмотру. При этом он выдает сообщение, что группа заблокирована по решению Роспотребнадзора. Это касается только тех групп, которые признаны экстремистскими.
- Компания «МаксимаТелеком» запретила своим пользователям доступ в интернет через UC Browser без объяснения причин. По некоторым данным, это может быть связано с тем, что браузер не гарантирует полной конфиденциальности для своих пользователей, а также в работе браузера имелись ограничения, связанные с воздействием на систему авторизации. На самом деле UC Browser позволял авторизоваться в сети Wi-Fi провайдера бесплатно и без просмотра рекламы за счёт встроенной блокировки рекламы, тогда как доступ без просмотра рекламы — платная функция.

## Стратегия локализации
Компания анонсировала свою стратегию «Going Glocal» в 2012 году. Предоставляя разные версии на английском, русском, индонезийском, вьетнамском и других языках, компания надеется улучшить сервис для постоянно растущей международной аудитории пользователей. Более того, компания использует свой собственный сервер, чтобы кастомизировать контент для пользователей по всему миру. По словам генерального директора Йонфу Ю, помимо технических вопросов, компания также обращается к местным дизайнерам и экспертам для приспособления к местной культуре и вкусам. Логотип UC-браузера был изменён в декабре 2012 с белки в стиле аниме на абстрактный и стилизованный значок.

## Партнёрство и сотрудничество
UCWeb кастомизировала свой браузер для индийских клиентов компании Vodafone в мае 2013.
В мае 2013 компания UCWeb сообщила о партнерстве с Trend Micro. В соответствии с соглашением, обе компании будут работать над улучшением защиты мобильного трафика в браузере.
В августе 2013 UC-браузер предоставил каналы распространения таким компаниям, как AppURL Initiative.
В августе 2013 компания UCWeb получила эксклюзивные права на продажу игр компании Gameloft на китайском рынке.

## Награды
- Лучший мобильный браузер 2011 (на iPad/iPhone) — About.com[23]
- Лучший Android-браузер 2012 — About.com[24]
- Red Herring 2012 — Asia Top 100 Awards[25]

## Развитие
К концу 2012 года UC browser достиг отметки в 400 млн активных пользователей, состоящей из самой большой пользовательской базы в Китае (34,83 % в июле 2013, согласно StatCounter) и быстрорастущей аудитории на рынке Индии. В октябре 2012 года UC Browser впервые опередил Opera в категории бесплатных приложений в Google Play в Индии. В соответствии с данными StatCounter, UC браузер превзошёл Opera в Топ мобильных браузеров в Индии с 32,82 % рынка против 26,91 % у Opera. В середине ноября 2015 года UC browser стал самым популярным сторонним браузером для Android в России c ежедневным количеством пользователей в размере 2,3 миллиона человек. В апреле 2015 года появилась версия UC Browser для компьютеров на базе Windows. Этот браузер быстро снискал популярность у пользователей и в настоящее время занимает на российском рынке четвёртое место. 15 октября 2019 г. появилась версия браузера для ОС KaiOS.